# Mourmelon-le-Petit
Mourmelon-le-Petit é uma comuna francesa na região administrativa de Grande Leste, no departamento de Marne. Estende-se por uma área de 12,19 km². Em 2010 a comuna tinha 821 habitantes (densidade: 67,4 hab./km²).